# 1087 (szám)
Az 1087 (római számmal: MLXXXVII) az 1086 és 1088 között található természetes szám.

## A szám a matematikában
A tízes számrendszerbeli 1087-es a kettes számrendszerben 10000111111, a nyolcas számrendszerben 2077, a tizenhatos számrendszerben 43F alakban írható fel.
Az 1087 páratlan szám, prímszám. Kanonikus alakja 10871, normálalakban az 1,087 · 103 szorzattal írható fel. Két osztója van a természetes számok halmazán, ezek növekvő sorrendben: 1 és 1087.
Kynea-szám (felírható (2n + 1)2 − 2 alakban).
Az 1087 harminckilenc szám valódiosztó-összegeként áll elő, ezek közül a legkisebb is nagyobb 10 000-nél.

## Csillagászat
- 1087 Arabis kisbolygó